# Glaciar del Monte Perdido
El glaciar del Monte Perdido es el cuarto glaciar más extenso de los Pirineos tras los del Aneto, Maladeta y Ossoue. Se sitúa en el valle de Pineta, dentro del Parque Nacional de Ordesa y Monte Perdido. Es un pequeño glaciar de montaña suspendido sobre una gran pendiente entre los 2 700 y los 3 250 metros de altitud en la cara norte del Monte Perdido. 

## Estado
Como el resto de los glaciares del Pirineo, el del Monte Perdido se encuentra en retroceso desde hace dos siglos.Gracias a los dibujos y grabados de los primeros pirineístas se sabe que, a mediados del siglo  XIX, el fin del glaciar llegaba al ibón de Marboré. A lo largo del siglo XX la parte baja ha ido ascendiendo en altura. En los años 1930 ya se apreciaba la disminución de la cascada de hielo que unía la parte superior y la inferior del glaciar. En 1973 la cascada de hielo terminó fundiéndose y desde entonces están separadas ambas masas.